# Krysk
Krysk – wieś sołecka w Polsce położona w województwie mazowieckim, w powiecie płońskim, w gminie Naruszewo.
W skład sołectwa Krysk wchodzi także wieś Nowy Krysk.
Za Królestwa Polskiego istniała gmina Krysk. W latach 1954–1959 wieś należała i była siedzibą władz gromady Krysk, po jej zniesieniu w gromadzie Naruszewo. W latach 1975–1998 miejscowość administracyjnie należała do województwa ciechanowskiego.
Wieś jest siedzibą parafii św. Floriana.